# 오이촌 (후쿠오카현)
오이촌(大莞村)은 후쿠오카현 미즈마군에 설치되었던 촌이다. 1955년 1월 1일 오미조촌, 기사키촌, 오이촌 등 3개 촌이 합병하여 오키정이 신설되고 폐지되었다.